# Il Tempo
Il Tempo è un quotidiano italiano di orientamento conservatore, fondato a Roma da Renato Angiolillo nel maggio 1944.

## Storia

### La fondazione

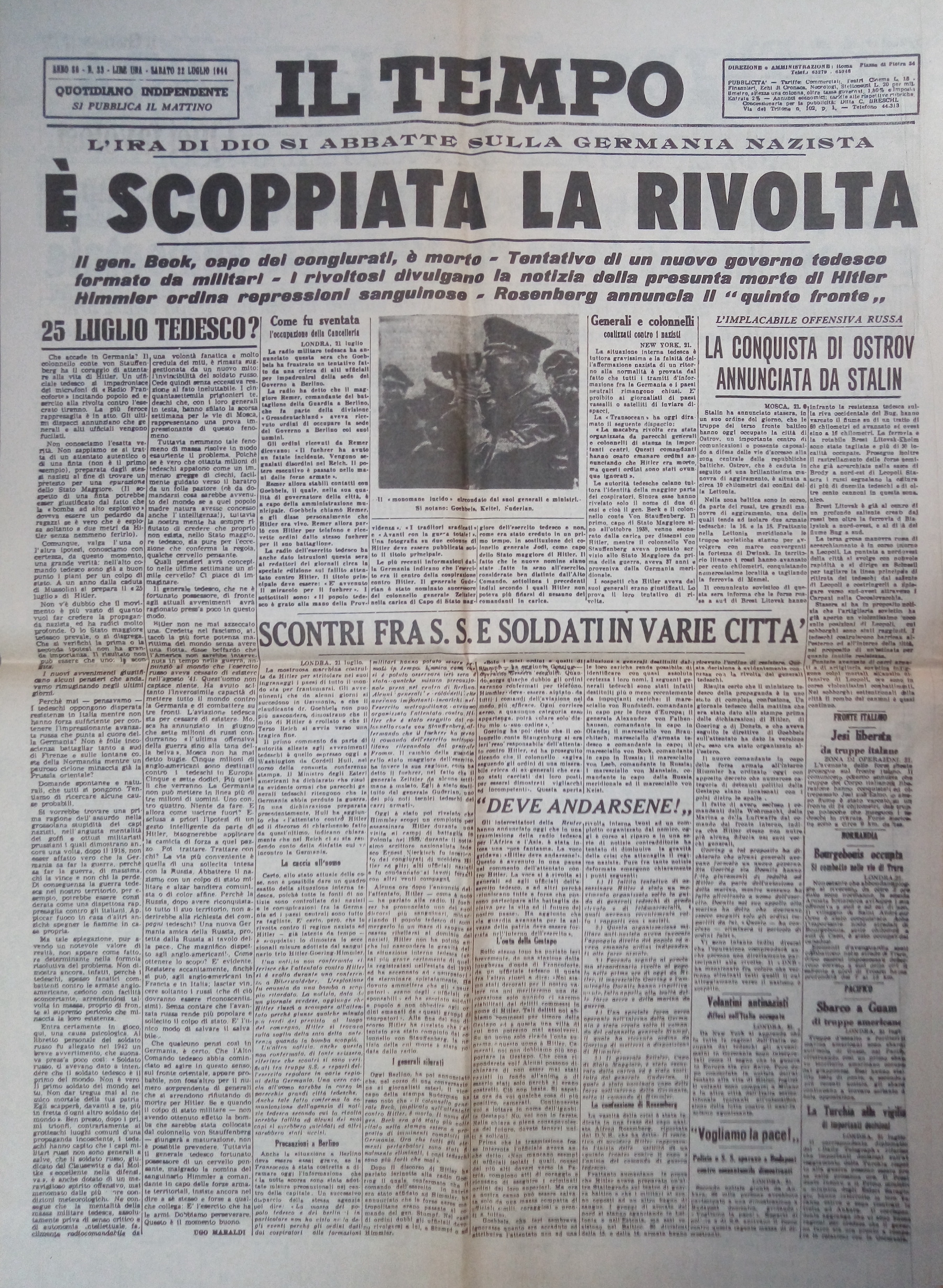
La prima pagina del quotidiano il 22 luglio 1944

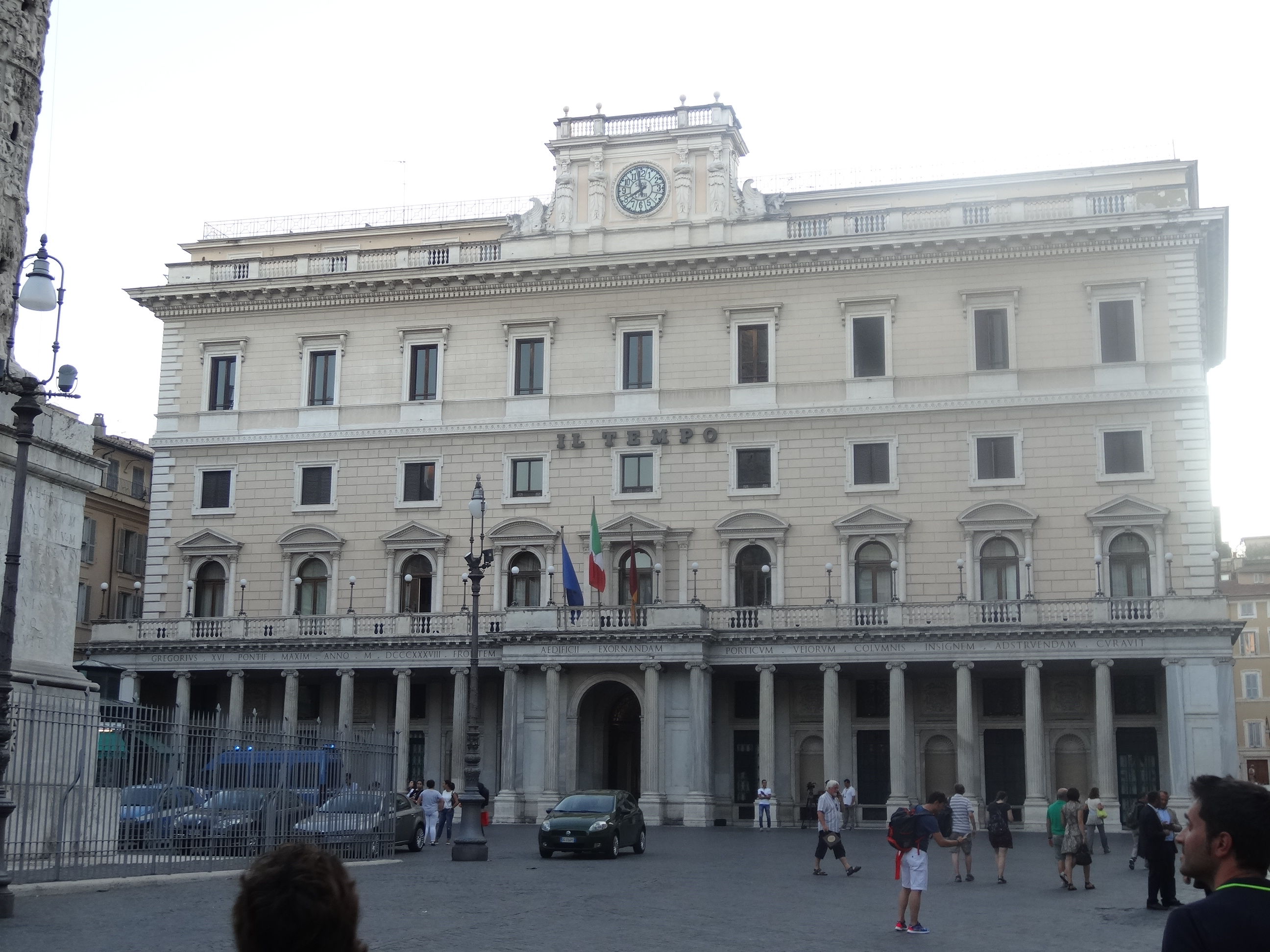
Palazzo Wedekind, sede del quotidiano, situata su un lato di Piazza Colonna a Roma

Nella Roma occupata dai nazisti Renato Angiolillo acquistò due testate:
- l'Italia, una storica testata fondata a Torino da Camillo Cavour nel 1859[3]. Nel 1943 gli fu ceduta dall'editore Leproti (il quotidiano di Angiolillo ereditò il numero delle annate, LXXXVI);
- Il Tempo, quotidiano fondato a Roma da Filippo Naldi nel 1917 e chiuso pochi anni dopo.

A partire dal 6 maggio 1944 aveva fatto uscire l'Italia con distribuzione clandestina. Nei primi giorni di giugno l'avanzata degli Alleati si fece inarrestabile, la Liberazione di Roma sempre più vicina. Il 5 giugno il quotidiano uscì, finalmente alla luce del sole, annunciando la liberazione della capitale. Stampato in una vecchia tipografia in via Mario de' Fiori, nel centro di Roma, il primo numero recava la testata «Il Tempo» seguito da «l'Italia». Angiolillo prese la decisione di cambiare il titolo negli ultimi minuti prima di andare in stampa. Nella sottotestata apparve l'indicazione «Quotidiano socialdemocratico». Il giornale era composto da un unico foglio, come gli altri quotidiani, ed era venduto al prezzo di 50 centesimi di lira. La redazione si trovava in piazza di Pietra.
Dopo due soli numeri Il Tempo venne sospeso dal Psychological Warfare Branch alleato per violazione degli accordi sulla stampa intercorsi tra il CLN e il comando alleato. Angiolillo e il condirettore Leonida Rèpaci si diedero da fare perché venisse revocato il provvedimento e, dopo soli due giorni di sospensione, il 9 giugno Il Tempo ritornò in edicola, con la nuova sottotestata «Quotidiano indipendente». Nei primi mesi il giornale fu compilato da Angiolillo, Rèpaci (condirettore) e da quattro colleghi: Guglielmo Serafini, Carlo Scaparro, Gaspare Gresti e Marcello Zeri. In una Roma in cui tutti i principali quotidiani, tra cui anche Il Messaggero, erano stati sospesi per collusione con il passato regime, per Il Tempo fu facile farsi conoscere dal pubblico dei lettori. Molti giornalisti erano senza lavoro e accettarono di buon grado di collaborare al nuovo quotidiano. Tra essi anche i corrispondenti romani dei quotidiani del Nord, ancora sotto il regime della Repubblica Sociale. Tra il 1944 e il 1945 Il Tempo si avvalse della collaborazione di grandi firme: Corrado Alvaro, Massimo Bontempelli, Vitaliano Brancati, Emilio Cecchi, Virgilio Lilli e Vittorio Giovanni Rossi. E ancora: Vincenzo Cardarelli, Antonio Baldini, Mario Praz, Alberto Savinio, Alberto Moravia, Dino Terra e Guido Piovene.
Nello stesso anno, il 1944, il quotidiano lanciò la pubblicazione in esclusiva dei «Diari» di Galeazzo Ciano, gerarca del fascismo, il che lo fece diventare rapidamente il primo quotidiano della capitale con una tiratura di 150 000 copie. Angiolillo capì che i lettori del quotidiano appartenevano alla borghesia, alla classe media. Impresse quindi una virata alla linea politica del quotidiano, che passò da socialdemocratico a conservatore. La rottura con Rèpaci fu inevitabile. Alla fine dell'anno il sodalizio si sciolse.

### L'epoca Angiolillo
Nel 1945, quando i grandi quotidiani (Messaggero, Giornale d'Italia) poterono finalmente tornare nelle edicole, Il Tempo si era già formato un pubblico di lettori consolidato: era il quotidiano più letto nella capitale. Renato Angiolillo continuò nelle vesti di editore unico e direttore allo stesso tempo. 
In un'Italia spaccata in due tra fascisti e antifascisti, Il Tempo ospitò nelle pagine della cultura le opinioni degli intellettuali dell'una e dell'altra parte. Il dialogo, che continuò anche durante i processi di epurazione, favorì la creazione di un clima di conciliazione nazionale. 
(N. Archidiacono, Mezzo secolo di giornalismo, Volpe, Roma, 1974, p. 143)
Il direttore-editore allargò la propria diffusione a tutto il Mezzogiorno d'Italia. Nei primi anni del dopoguerra la tiratura raggiunse la vetta di 300 000 copie. La sede venne trasferita nello storico Palazzo Wedekind, in piazza Colonna, dove il giornale risiede tuttora. Successivamente venne aperta una sede anche a Milano dove nacque l'edizione dedicata al Nord: Il Tempo di Milano. L'edizione milanese ebbe un proprio direttore, Giovanni Mosca.
Lavoravano nel quotidiano romano all'inizio degli anni cinquanta: Vittorio Zincone, editorialista (che, dopo una parentesi di due anni al Resto del Carlino, tornò nel 1955 come vicedirettore), poi Guido Guidi, cronista giudiziario; Alberto Giubilo, allo sport, Igor Man agli esteri. Titolare della nota politica (detta in gergo "pastone") era Salvatore Aponte.
Altre firme de Il Tempo erano Alberto Giovannini e Alberto Consiglio, titolari di popolari rubriche: Lettera della domenica il primo (che trattava di politica e soprattutto di costume); "Formicaio" e "Disco Rosso" il secondo. Anche Nantas Salvalaggio, all'epoca cronista, teneva una sua rubrica: Un giorno in pretura. Redattore capo era il giovane Egidio Sterpa. Un altro giornalista arrivato dal Corriere era Italo Zingarelli, presto soprannominato il "figlio del vocabolario". Il primo degli inviati del quotidiano era Virgilio Lilli. Ma va ricordato anche Gianni Granzotto, corrispondente da Parigi. Altra firma nota è stato Attilio Foti, in forza al giornale dal 1955, per anni responsabile degli Interni oltre che inviato.
La parte culturale del giornale era diretta dal critico letterario Enrico Falqui. Tra i collaboratori vi erano Giotto Dainelli, Augusto Del Noce, Giorgio Del Vecchio, Curzio Malaparte, Alberto Moravia, Mario Praz, Giuseppe Prezzolini, Niccolò Rodolico, Enrico Sacchetti, Alberto Savinio, Emilio Servadio e Gioacchino Volpe. Il critico teatrale era Silvio D'Amico, il critico musicale era Guido Pannain mentre le recensioni cinematografiche furono affidate a Vittorio Bonicelli (dal 1950 al 1960), e poi a Gian Luigi Rondi.
Anche negli anni sessanta Il Tempo fu il quotidiano più venduto della capitale. Dal 1965 per vent'anni il curatore della Terza pagina fu Fausto Gianfranceschi. Apparvero scritti di Augusto Del Noce, Mario Praz, Ettore Paratore, Franco Cardini, Marcello Veneziani e Paolo Isotta.

### Dal 1973 ad oggi
Il 16 agosto 1973 morì Renato Angiolillo. Come suo successore fu designato il direttore amministrativo del giornale Gianni Letta, in servizio al Tempo fin dal 1958. Letta guidò il quotidiano per quasi 14 anni, fino all'aprile del 1987. Durante la sua direzione il giornale si mantenne sopra le 140 000 copie vendute. Nel 1982 il quotidiano ebbe una tiratura media di 190 042 copie.
Nel 1993 il Tempo era in buona salute: 120 giornalisti confezionavano un quotidiano che vendeva intorno alle 115 000 copie al giorno. Ma i rapporti con la proprietà erano pessimi. All'inizio di marzo si diffuse la voce che la proprietà aveva raccolto un dossier con il profilo professionale e privato su ciascun giornalista. Il 10 marzo i giornalisti entrarono in sciopero protestando contro la violazione dello Statuto dei lavoratori per 39 giorni, fino all'intervento risolutore della presidenza del Consiglio ad aprile inoltrato.
Il quotidiano faticò molto a riprendersi e subì un calo di copie. Nel 1995–96 ebbe una ripresa, con Gianni Mottola direttore, Bruno Costi vicedirettore e Carlo Palumbo capocronista: ritornò sopra le centomila copia di tiratura e raggiunse una quota di vendite giornaliere pari a 78 000 copie. Fino al 2007 il quotidiano usciva in formato lenzuolo con doppio dorso: nel dorso interno era presente il fascicolo dedicato all'edizione locale. Il 4 ottobre 2007 la proprietà acquistò una nuova rotativa allo scopo di stampare in un nuovo formato cartaceo. Da allora «Il Tempo» esce in formato berlinese monodorso. Contestualmente fu rinnovata la grafica e venne introdotta la stampa a colori su tutte le pagine. Nello stesso anno fu potenziato il sito web.
La testata ospita da alcuni anni le vignette di Federico Palmaroli nello spazio denominato «Le più belle frasi di Osho» (che è il soprannome di Palmaroli).

## Variazioni dell'assetto proprietario
Sin dalla fondazione, Il Tempo è stato di proprietà di Renato Angiolillo, che fu anche unico proprietario dell'editrice del quotidiano, la Società Editrice Romana (SER). Successivamente intercorsero le seguenti variazioni:
- Nel 1957 la SER diviene una società per azioni.
- Nel 1958 l'armatore genovese Ernesto Fassio diviene comproprietario della SER al 50%. Nel giro di qualche anno rivende le proprie azioni allo stesso Angiolillo.
- Nel 1966 la proprietà del giornale passa all'industriale ravennate Attilio Monti.
- Nel 1981, al momento dell'approvazione della nuova legge sull'editoria, la SER è controllata dal costruttore Carlo Pesenti, che poi assume il controllo dell'intero pacchetto azionario.
- Nel 1987 Pesenti cede il 50% della SER alla Poligrafici Editoriale del Gruppo Monti.
- Nel 1990 la Poligrafici rileva il restante 50%. Il Gruppo Monti divenne per la seconda volta proprietario del Tempo.
- Nel febbraio 1995, il Gruppo Monti cede il quotidiano al costruttore romano Francesco Gaetano Caltagirone per 81 miliardi di lire[23].
- Nel luglio 1996 il Gruppo Caltagirone cede la proprietà del giornale al costruttore Domenico Bonifaci per 70 miliardi di lire[24].
- Nel settembre 2016 la famiglia Angelucci acquisisce il quotidiano per 12,5 milioni di euro tramite Finanziaria Tosinvest[25][26].

## Direttori
- Renato Angiolillo (5 giugno 1944 - 16 agosto 1973)
  - Leonida Rèpaci (condirettore, giugno - dicembre 1944)

editore gruppo Monti
- Gianni Letta (17 agosto 1973 - 17 aprile 1987)
- Gaspare Barbiellini Amidei (18 aprile 1987 - 31 maggio 1989)
- Franco Cangini (1º giugno 1989 - 20 marzo 1991)
- Marcello Lambertini (21 marzo 1991 - 6 marzo 1993)
- Giovanni Mottola (7 marzo 1993 - febbraio 1995)

editore gruppo Caltagirone
- Giovanni Mottola (febbraio - novembre 1995)

editore Bonifaci
- Giovanni Mottola (novembre 1995 - 15 settembre 1996)
  - Gian Paolo Cresci (pro tempore, 16 settembre - 21 ottobre 1996)
- Maurizio Belpietro (22 ottobre 1996 - 19 marzo 1997)
- Gian Paolo Cresci (20 marzo 1997 - 8 ottobre 1999)
- Mauro Trizzino (9 ottobre 1999 - 2 maggio 2000)
- Giuseppe Sanzotta[27] (3 maggio 2000 - 1º agosto 2001)
- Mino Allione (2 agosto 2001 - 1º dicembre 2002)
- Franco Bechis (2 dicembre 2002 - 31 gennaio 2006)
- Gaetano Pedullà (1º febbraio 2006 - 11 maggio 2007)
- Giuseppe Sanzotta (12 maggio 2007 - 7 dicembre 2008)
- Roberto Arditti (8 dicembre 2008 - 7 febbraio 2010)
- Mario Sechi (8 febbraio 2010 - 9 gennaio 2013)
- Sarina Biraghi (10 gennaio - settembre 2013)

editore Angelucci
- Gian Marco Chiocci (settembre 2013 - 18 novembre 2018)
- Franco Bechis (19 novembre 2018 - 28 febbraio 2022)[28]
- Davide Vecchi (1º marzo 2022 - 29 febbraio 2024)
- Tommaso Cerno (1º marzo 2024-in carica)

## Edizioni locali
Il Tempo è disponibile in una sola edizione nazionale, ma in passato ha avuto diverse edizioni locali. La più duratura è stata quella di Abruzzo e Molise, unificate dopo il restyling del 2007, che è terminata il 31 ottobre 2014.
Oggi il quotidiano è venduto in abbinamento a testate locali nel Lazio e in Umbria:
- Nel Lazio: Il Tempo + Il Corriere di Viterbo, Il Tempo + Il Corriere di Rieti, Il Tempo + Latina Oggi, Il Tempo + Ciociaria Oggi;
- In Umbria (a Terni e provincia): Il Tempo + Corriere dell'Umbria

## Diffusione
La diffusione di un quotidiano si ottiene, secondo i criteri dell'ADS, dalla somma di: Totale Pagata + Totale Gratuita + Diffusione estero + Vendite in blocco.
| Anno | Totale diffusione (cartacea + digitale) | Diffusione cartacea | Tiratura |
| ---- | --------------------------------------- | ------------------- | -------- |
| 2020 | 10 221                                  | 9 887               | 20 124   |
| 2019 | 13 596                                  | 13 234              | 24 575   |
| 2018 | 16 089                                  | 15 741              | 27 847   |
| 2017 | 17 142                                  | 16 989              | 29 573   |
| 2016 | 16 770                                  | 15 224              | 30 397   |
| 2015 | 24 567                                  | 24 388              | 41 588   |
| 2014 | 33 867                                  | 33 473              | 53 190   |
| 2013 | 39 536                                  | 39 415              | 58 229   |

| Anno | Diffusione |
| ---- | ---------- |
| 2012 | 38 406     |
| 2011 | 39 606     |
| 2010 | 43 860     |
| 2009 | 44 041     |
| 2008 | 50 651     |
| 2007 | 47 853     |
| 2006 | 53 996     |
| 2005 | 50 342     |
| 2004 | 48 446     |
| 2003 | 53 320     |
| 2002 | 52 035     |
| 2001 | 51 813     |
| 2000 | 56 060     |
| 1999 | 64 465     |
| 1998 | 68 217     |
| 1997 | 74 436     |
| 1996 | 80 033     |
| 1995 | 87 935     |